# Benais
Benais település Franciaországban, Indre-et-Loire megyében. Lakosainak száma 948 fő (2022. január 1.). Benais Bourgueil, Continvoir és Restigné községekkel határos.

## Népesség
A település népességének változása:
| Lakosok száma | 836  | 712  | 862  | 859  | 981  | 949  | 922  | 906  | 917  | 948  |
|               | 1968 | 1982 | 1990 | 2006 | 2013 | 2015 | 2017 | 2019 | 2020 | 2022 |